# 谢暠
谢暠（？—？），陈郡阳夏人，谢喻的儿子。
谢暠的堂叔谢明慧被孙恩杀害后，谢喻把谢暠过继给谢明慧，承袭南康郡公，刘宋取代东晋后，南康郡公的封爵被革除。